# Santuario de Nuestra Señora de Oro
El santuario de Nuestra Señora de Oro es un lugar de culto ubicado en el Valle de Zuya en la provincia de Álava, en el norte de España. Se sitúa a 3,5 kilómetros de Murguía, capital de Zuya. Su altitud es de 841 metros sobre el nivel del mar. Desde Murguía, el camino hacia el santuario ha de tomarse pasando por la localidad de Vitoriano.

## Historia

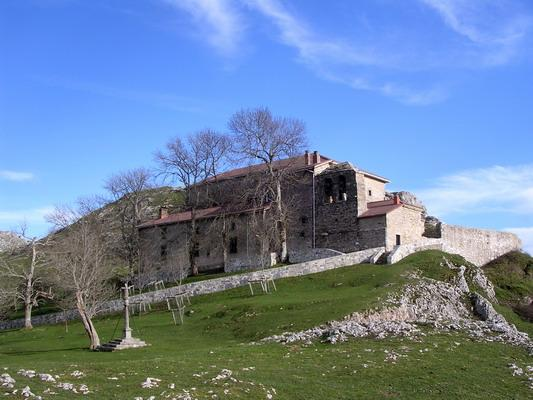
Santuario de Nuestra Señora de Oro en invierno

El primer documento conocido que menciona el Santuario data de 1138. Por otro lado, equipos de arqueólogos llevaron a cabo cuatro excavaciones desde 1964 hasta 1967, y encontraron evidencia de la presencia humana en tres épocas. Las fechas más antiguas datan de finales de la Edad del Bronce (850-700 aC). Una comunidad posterior habitó el área de 450 a 350 aC, seguido por un asentamiento durante el Imperio Romano posterior.

## Santuario
Según algunos historiadores, el santuario data de finales del siglo XI al siglo XII, si bien no queda nada de la iglesia románica original. No obstante, quedan evidencias de dicha época en sus imágenes románicas, similares a las de las iglesias en los pueblos cercanos de Domaiquia, Marquina y Guillerna. Las bóvedas principales de la iglesia fueron aparentemente construidas desde finales del siglo XIV al XV, con bóvedas de yeso falsas en la sacristía que datan de 1771.
El altar barroco de la iglesia, construido por Antonio de Alvarado en 1691, fue preservado después de la renovación de 1964 y la estatua medieval de Nuestra Señora del Oro fue restaurada en 1930. Hay dos capillas, una que data de 1638 y la otra de 1761.